# Frans Van Loenhout
Frans Jos Medard Van Loenhout, né le 24 décembre 1898 à Geel et y décédé le 3 mars 1963 fut un homme politique démocrate chrétien belge.
Van Loenhout fut comptable.
Il fut élu conseiller communal et bourgmestre de Geel dès 1950, sénateur provincial de la province d'Anvers (1946-1961).

## Sources
- Bio sur ODIS